# Hannovers Trammuseum

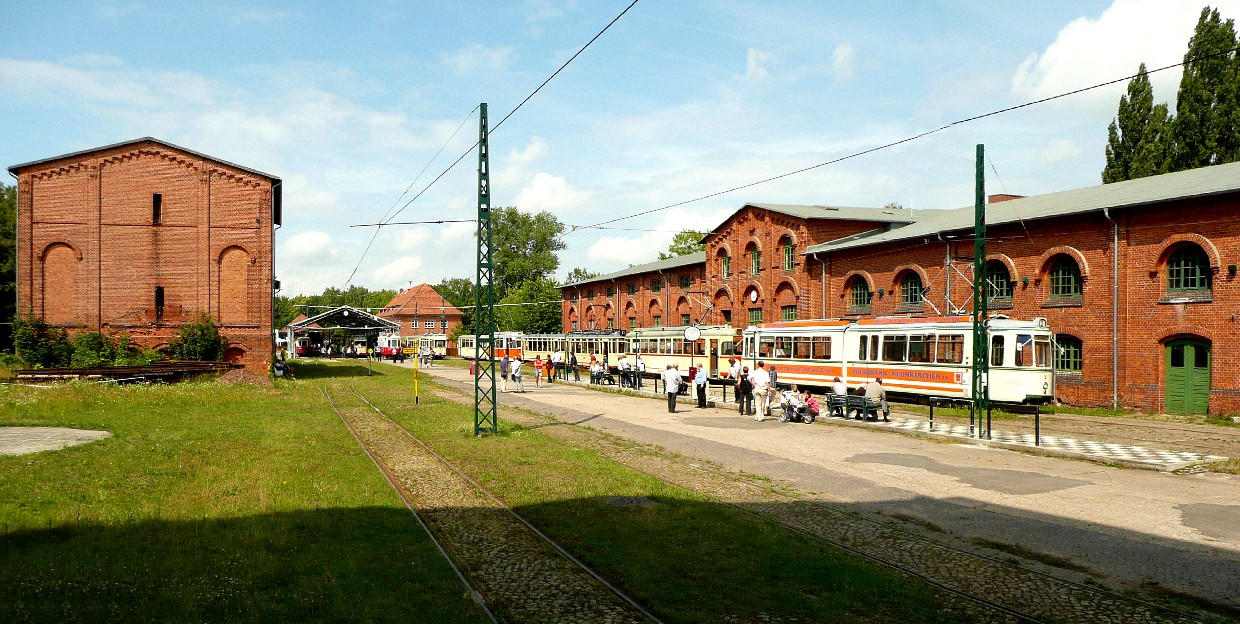
Museumterrein

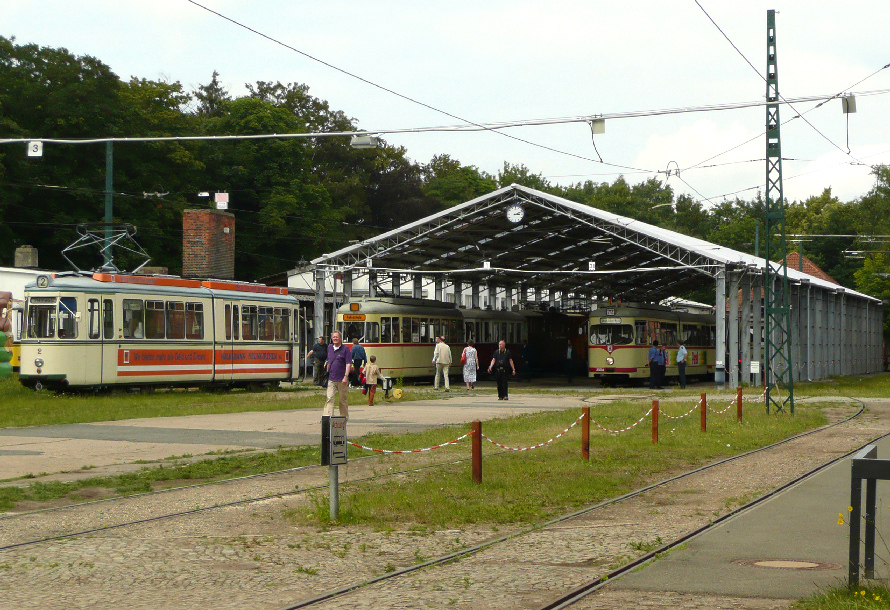
Museumterrein

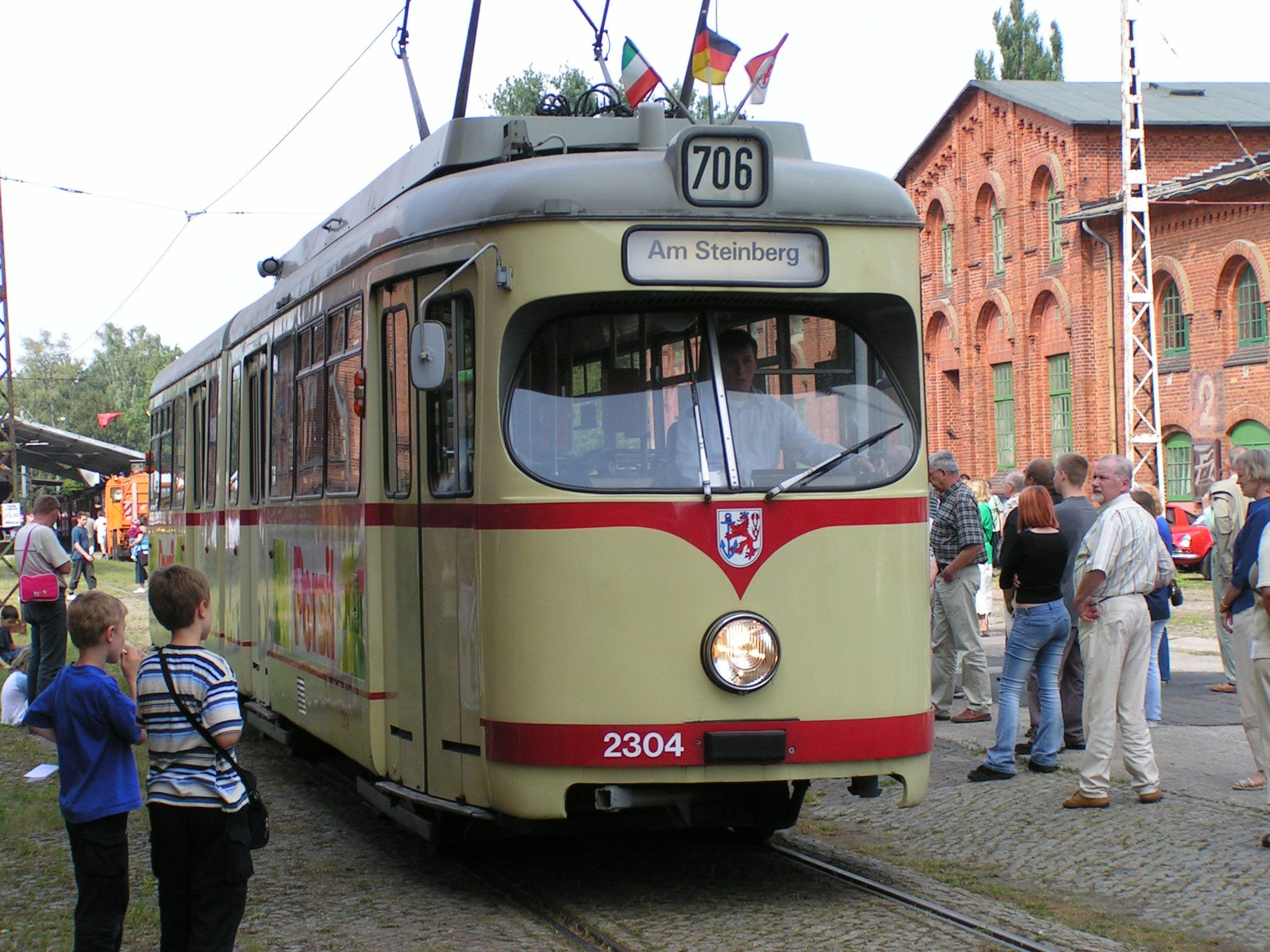
Gelede wagen 2304 van de Düsseldorfer Rheinbahn, sinds 2010 weer rijvaardig.

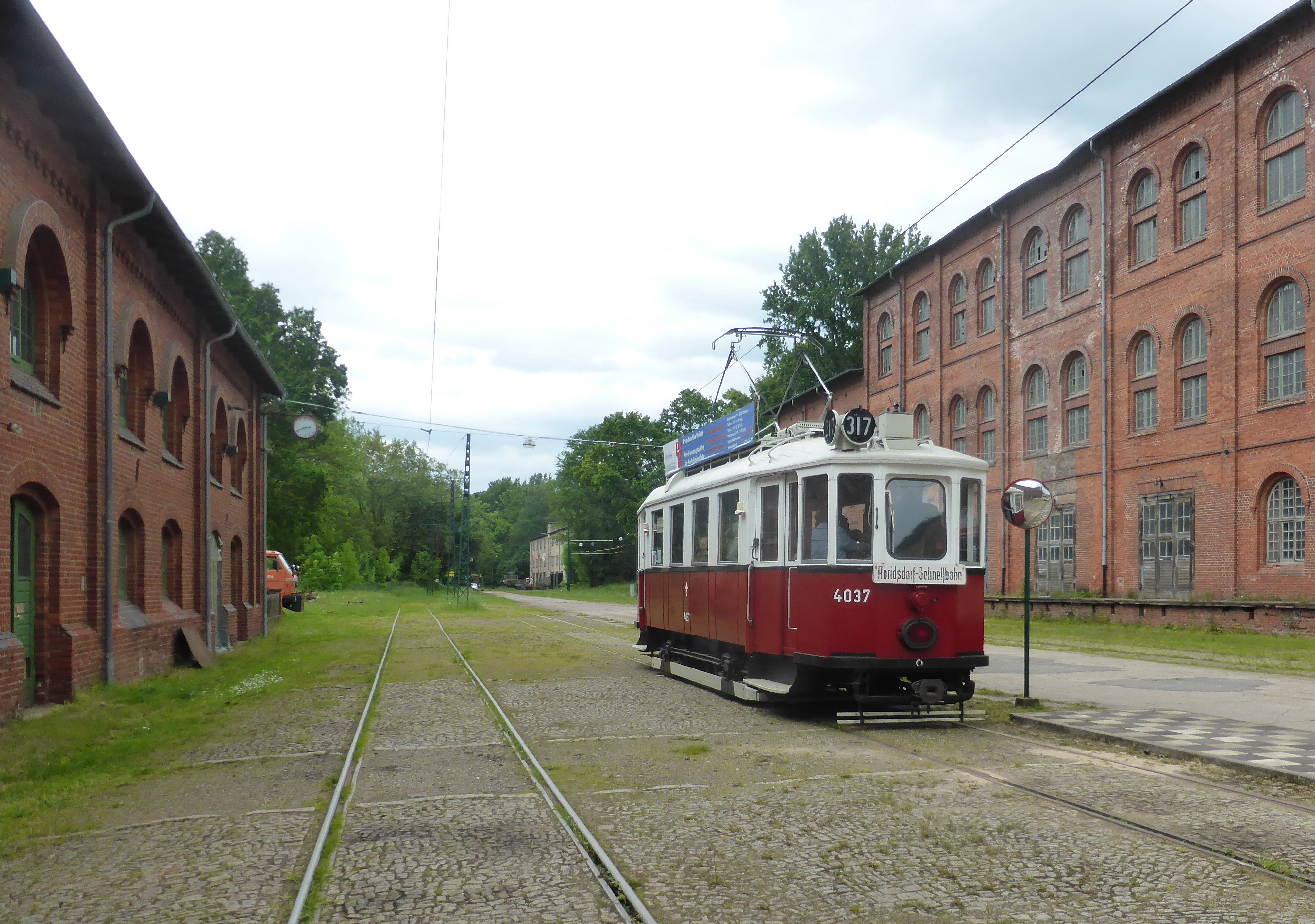
De Weense motorwagen 4037 op het museumterrein; 2014.

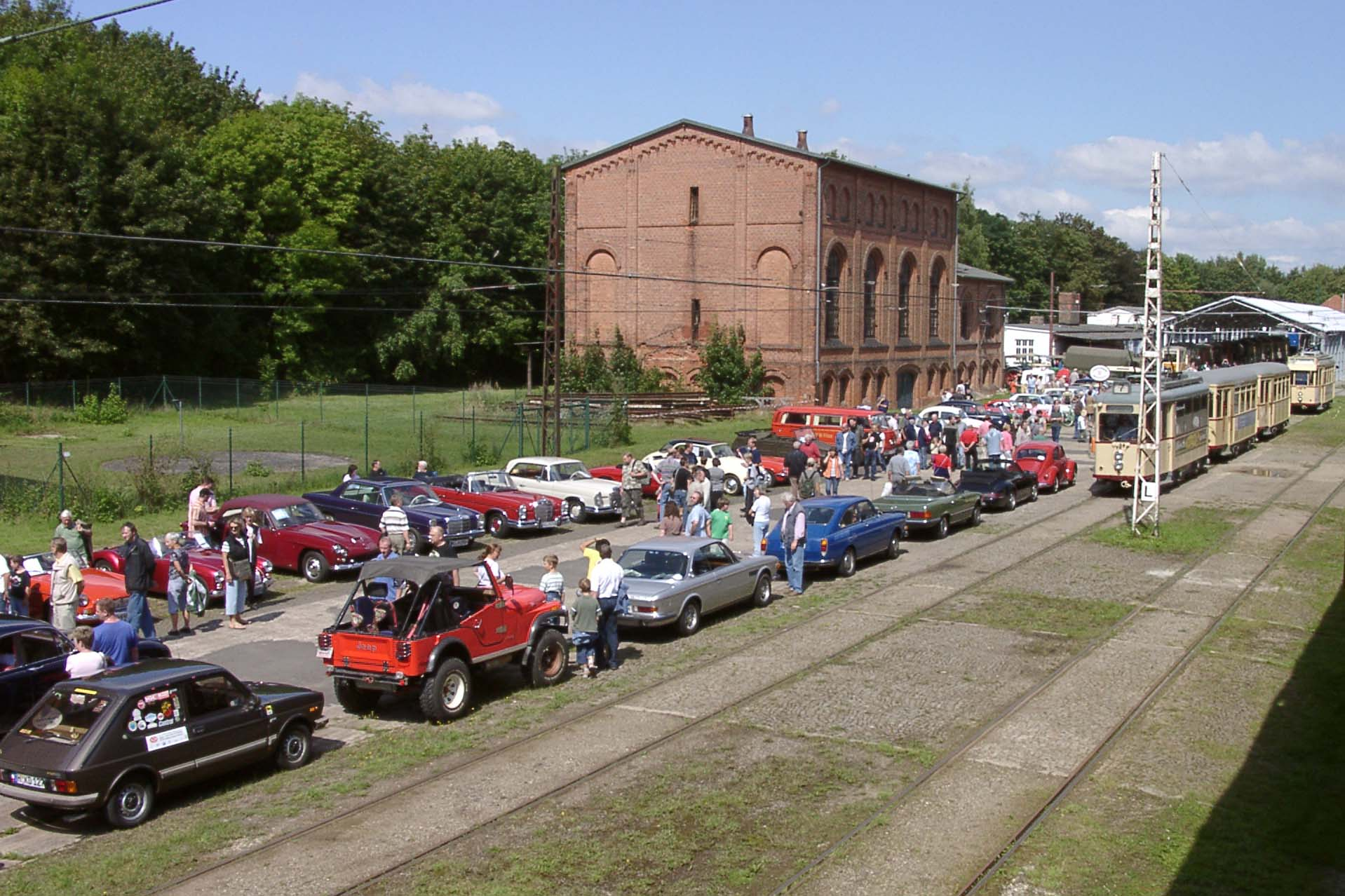
Overzicht van een deel van het museumterrein, tijdens een Oldtimer-treffen in 2007.

Het Hannovers Trammuseum (Duits: Hannoversche Straßenbahn-Museum; HSM) is een particulier, volledig door vrijwilligers georganiseerd trammuseum, dat trams en aanverwante vervoermiddelen tentoonstelt. Verantwoordelijk hiervoor is de vereniging "Hannoversches Straßenbahn-Museum e.V.". Vestigingsplaats is het terrein van het voormalige "Kalibergwerk und Bundeswehrstandort Hohenfels" in Wehmingen, een deel van de gemeente Sehnde zuidoostelijk van Hannover.

## Geschiedenis
De in 1987 opgerichte vereniging bouwt bij de ontwikkeling van het trammuseum voort op een al vanaf de jaren zeventig opgezette voertuigverzameling van de failliet gegane voorganger "Deutsches Straßenbahn-Museum Hannover e.V.". Oorspronkelijk waren er meer dan 350 trams, autobussen, trolleybussen en andere voertuigen aanwezig. Tot begin 2006 werd de collectie gereduceerd tot circa 120 railvoertuigen. Vele objecten werden aan andere musea, vervoerbedrijven en particuliere verzamelaars overgedragen maar er werden ook vele voertuigen gesloopt. Dit was voor een deel omstreden, doch door het vaak meer dan 30 jaar opgesteld geweest te zijn in de open lucht bevonden en bevinden zich vele trams zich in een slechte tot zeer slechte staat. Er was echter ook een reeks van doublures. Inmiddels zijn er vele gerestaureerde en rijvaardige trams. Anno 2010 zijn er 55 trams toonbaar en tentoongesteld. Van deze trams zijn er twaalf motorwagens en vijf bijwagens voor personenvervoer inzetbaar, alsmede enige werkwagens. Voor het rijden met trams en onderhoud van deze en de restauratie van andere trams heeft het museum een omvangrijk onderdelenmagazijn ter beschikking, waarbij de onderdelen voor het grootste deel afkomstig zijn uit gesloopte trams.
Ondanks de zeer grote collectie (naast de trams zijn er ook nog enkele trolleybussen, een dieselautobus en natuurlijk de voor het trambedrijf noordzakelijke werkwagens, zoals bovenleidingmontagewagens) werden ook 'nieuwe' trams aangeschaft, als zij een historische leemte in de collectie opvullen, een in slechtere staat bewaard gebleven gelijksoortige tram vervangen of voor het personenvervoer inzetbaar zijn.
Een groot probleem van het museum waren en zijn een tekort aan overdekte opstelplaatsen voor de trams, die in de open lucht snel sterke sporen van verval en schade door weersomstandigheden vertonen. Begin 2006 werd een licht gebouwde, aan de zijkant open stalen hal als een soort 'carport' opgezet. Daardoor staan nu circa 95 trams onder dak.

## Bedrijf
Door het museum worden voor het grootste deel de oude sporen van het voormalige mijnbedrijf in normaalspoor (1435 mm) gebruikt en door 
zelf aangelegde nieuwbouwsporen aangevuld. Zo werd in 2004 het eerste gedeelte van een nieuwe keerlus in gebruik genomen, die de oude Kali-sporen met een boog verbindt, en in 2005 werd ook de bovenleiding voltooid, zo dat de eerste keerlus gereed was. De tweede voor het gebruik van eenrichtingwagen noodzakelijke keerlus, is in voorbereiding. Ook de vroegere verbindingsbaan naar het station Algermissen aan de spoorlijn Lehrte – Nordstemmen, wordt in de tramlijn opgenomen, die op lange duur geëlektrificeerd en zo voor het passagiersbedrijf zal dienen. Tegenwoordig is daar nog geen bovenleiding aanwezig en het spoor kan alleen met trams met een verbrandingsmotor worden bereden. Thans zijn dat de diesel-elektrischen motorwagens Dortmund 904 en Kassel 722, de voormalige Üstra-dieselloc 811, de Frankfurter 2040 alsmede enige trams, die over een mogelijkheid om zelf over rails te rijden, zoals de twee torenwagens.

## Tramverzameling
De tramverzameling concentreert zich op Duitse trams uit alle tijdperken van de tramgeschiedenis. Zij wordt aangevuld met enkele buitenlandse trams, werkwagens en enige verwante voertuigen, zoals paardentrams, een wagen van de Wuppertaler Schwebebahn alsmede een gerestaureerd exemplaar van de eerste serie van de Metro van Boedapest, de na Londen op een na oudste metrolijn ter wereld.

### Trams uit Nederland
In de loop der tijd zijn ook enkele museumtrams die tot Nederlandse tramcollecties behoorden naar Wehmingen vertrokken. De eerste was de Amsterdamse bijwagen 757 die in 1982 vertrok in ruil voor de Kasseler bijwagen 511, die een jaar later in dienst kwam op de Electrische Museumtramlijn Amsterdam. In 2002 ging deze bijwagen, samen met de in 1983 naar Amsterdam gekomen Kasseler motorwagen 218, vanuit Amsterdam (weer terug) naar Wehmingen. De sinds 1984 in Amsterdam verblijvende Weense motorwagen 4037 (type M) werd door de EMA in 2003 ook aan het Duitse trammuseum overgedragen. Ook het Haagse tramstel 830 + 756 vertrok in 2006 naar Wehmingen. Sinds eind maart / begin april 2011, zijn de motorwagens 469 en 902 en bijwagen 968 uit Amsterdam in Wehmingen. Op 26 juni 2011 werden de tramstellen GVB 469 + 757, 902 + 968 en HTM 830 + 756 in dienst gesteld. De Kasseler gelede wagen 269, die sinds 1987 in Amsterdam, resp. Den Haag verbleef, kwam in 2012 naar Wehmingen. Sinds 23 augustus 2018 zijn ook de Haagse PCC-cars 1308 en 2104 aanwezig. Op 14 oktober 2021 arriveerde de Amsterdamse dubbelgelede tram (type 11G) 904 in Wehmingen. Het Weense tramstel 110 + 1810 (type C1 + c1) is in mei 2023 uit Amsterdam overgebracht naar Wehmingen.